# ТЕС Рас-аль-Хейр
ТЕС Рас-аль-Хейр — теплова електростанція на східному узбережжі Саудівської Аравії. 
У 2010-х роках почався розвиток індустріальної зони Рас-ал-Хейр, де, зокрема, діє алюмінієвий комбінат компанії Maaden. Як наслідок, в 2014-му тут же ввели в дію потужну електростанцію, що отримала п’ять однотипних парогазових блоків комбінованого циклу, у кожному з яких дві газові турбіни потужністю по 250 МВт живлять через відповідну кількість котлів-утилізаторів одну парову турбіну з показником 130 МВт. Крім того, дві такі ж газові турбіни встановлені на роботу у відкритому циклі. 
Із електростанцією інтегрований опріснювальний завод, особливістю якого є використання одразу двох технологій: багатостадійного випаровування (використовується пара низького тиску, відпрацьована паровими турбінами) та зворотнього осмосу. Загальна продуктивність заводу становить 1036 тис м3 на добу (з них 308 тис м3 за рахунок зворотного осмосу).
Чиста потужність станції рахується як 2400 МВт.
Як паливо ТЕЦ споживає природний газ, що надходить по трубопроводу Хурсанія – Рас-аль-Хейр (з середини 2020-х цей ресурс до Рас-аль-Хейр зможе надходити також по газопроводу Танаджиб – Рас-аль-Хейр).
Видача електроенергії відбувається по ЛЕП, що працює під напругою 380 кВ.